# LAメタル
LAメタルは、1980年代前半から後半にかけ、アメリカ合衆国内で活躍していた多くのロックバンドやミュージシャン達によって作られた当時の音楽的志向を、日本独自の解釈で言葉にしたものである。

## 概要
西海岸ロサンゼルス（L.A.）にあるサンセットストリップに、全米各地からミュージシャンが集まってそれぞれがロックバンドを結成し、立ち並ぶクラブで連日連夜演奏を重ねた。元々サンセットストリップは造語で、Sunset Blvd という通りの名称を指す。
多くのミュージシャンたちは長髪にレザークローズ、メイクをしたりなどし、女性はそのルックスに夢中になり、またテクニカルなサウンド、後世になって80年代サウンドと呼ばれることになるシンプルでキャッチーなサウンドに男性ファンのフォロワーも多くなった。サンセット・ストリップはハリウッドに近く、高級住宅街のビバリーヒルズに隣接しているため、古くからハリウッドスターが居住したり訪れたりする町として有名であったが、1980年代に入り、週末になると通りをまともに歩くことができないほどの人が溢れるほど、若者達の間で猛烈なムーブメントが起こる。
レコード会社は人気のあるバンドと次々に契約をし、レコードを販売する。
そして、MTVの誕生により視覚的なマーケティングが可能になったことで、当時のムーブメントを一気に昇華させた。当時のアメリカでは1987年に始まった「Headbangers Ball」にて週末に3時間、ミュージックビデオやバンドのインタビューを流す。これによりファッション、音楽を一体とした一大音楽産業としてムーブメントは全世界に大きく広がっていく。
その当時の特に人気の強いバンドの多くはLAから活動を始めていたことで、当時の日本の音楽メディアがそれらのバンドのサウンドを「LAメタル」と呼んだことで広まった。よって、この言葉そのものはムーブメントと音楽ジャンルを混合した日本でのみ使われる造語である。
代表的なバンドでは モトリー・クルーやクワイエット・ライオット、ラットがある。
ほかにドッケンや、ポイズン、ウォレント、W.A.S.P.、ブラック・アンド・ブルー、グレイト・ホワイト、ストライパー、ジェフリア、キール、ラフ・カット、リジー・ボーデンなども強い人気があった。ガンズ・アンド・ローゼズも、この動きの末期に登場したバンドであるとされる。
80年代のこのムーブメントには、2017年現在も活動している人気バンドのボン・ジョヴィもカテゴライズされることがあるが、ボン・ジョヴィはニュージャージー出身であったため、これらのムーブメントにおいて初期段階のビジュアルやサウンドに類似点があったのみであり、このLAメタル という部分に厳密には属さない。
このムーブメントは、溢れかえる程の人に対して行われたドラッグの売買、HIVの蔓延、未成年の夜間外出禁止条例の策定といった要因に加え、1989年ころからシアトルにて結成された多くのバンドが起こした新たなムーブメント「グランジ」により、急激に縮小し90年代後半には殆どのバンドが解散、事実上の解散、活動停止となり、ムーブメントは消滅した。
2017年現在では、Steel Panther が同時期のファッションや音楽スタイルをトリビュートし、LAを拠点に活動をしている。